# 米沙·西尔伯曼
米沙·西尔伯曼（Misha Zilberman，1989年1月30日—），以色列男子羽毛球運動員。

## 簡歷
2012年，米沙·西尔伯曼代表以色列出戰英國倫敦舉行的奥林匹克运动会羽毛球比賽男子單打項目，在小組賽階段先後以0比2負於丹麥的简·奥·约根森和新加坡的黄梓良，兩戰全敗出局。
2013年8月，米沙·西尔伯曼參加中國廣州舉行的世界羽毛球錦標賽，出戰男子單打項目，在首圈就以0比2（15-21、21-23）負於印尼的狄奥尼修斯·哈永·伦巴卡出局。
2014年8月，米沙·西尔伯曼參加丹麥哥本哈根舉行的世界羽毛球錦標賽，出戰男子單打項目，首圈就以1比2（21-11、14-21、14-21）負於芬蘭的維萊·朗出局。
2015年8月，米沙·西尔伯曼參加印尼雅加達舉行的世界羽毛球錦標賽，出戰男子單打項目，首圈就以0比2（14-21、14-21）不敵中華台北的許仁豪出局。
2017年8月，西尔伯曼參加蘇格蘭格拉斯哥舉行的世界羽毛球錦標賽，出戰男子單打項目，首圈就以0比2（14-21、19-21）不敵克羅地亞的兹沃尼米尔·杜尔金雅克出局。

## 主要比賽成績
只列出曾進入準決賽的國際賽事成績：
| 年份   | 賽事                         | 公開賽級別 | 項目     | 拍檔                | 成績   |
| ------ | ---------------------------- | ---------- | -------- | ------------------- | ------ |
| 2012年 | 大溪地羽毛球國際挑戰賽       | 國際挑戰賽 | 男子單打 | －                  | 亞軍   |
| 2012年 | 巴西羽毛球國際賽             | 國際挑戰賽 | 男子單打 | －                  | 準決賽 |
| 2012年 | 蘇利南羽毛球國際賽           | 國際系列賽 | 男子單打 | －                  | 冠軍   |
| 2013年 | 秘魯羽毛球國際賽             | 國際挑戰賽 | 男子單打 | －                  | 亞軍   |
| 2013年 | 南方共同市場羽毛球國際系列賽 | 國際系列賽 | 男子單打 | －                  | 亞軍   |
| 2013年 | 以色列夏瑣羽毛球國際賽       | 國際系列賽 | 男子單打 | －                  | 亞軍   |
| 2013年 | 以色列夏瑣羽毛球國際賽       | 國際系列賽 | 混合雙打 | 斯维特拉娜·西尔伯曼 | 準決賽 |
| 2013年 | 波多黎各羽毛球國際挑戰賽     | 國際挑戰賽 | 男子單打 | －                  | 準決賽 |
| 2014年 | 拉各斯羽毛球國際挑戰賽       | 國際挑戰賽 | 男子單打 | －                  | 冠軍   |
| 2014年 | 美國羽毛球國際賽             | 國際挑戰賽 | 男子單打 | －                  | 準決賽 |
| 2014年 | 巴西羽毛球國際賽             | 國際挑戰賽 | 男子單打 | －                  | 準決賽 |
| 2014年 | 美國羽毛球大獎賽             | 大獎賽     | 男子單打 | －                  | 準決賽 |
| 2015年 | 南方共同市場羽毛球國際挑戰賽 | 國際挑戰賽 | 男子單打 | －                  | 準決賽 |
| 2015年 | 土耳其羽毛球國際賽           | 國際系列賽 | 男子單打 | －                  | 亞軍   |
| 2015年 | 危地馬拉羽毛球國際賽         | 國際挑戰賽 | 男子單打 | －                  | 準決賽 |
| 2015年 | 埃塞俄比亞羽毛球國際賽       | 國際系列賽 | 男子單打 | －                  | 冠軍   |
| 2016年 | 秘魯羽毛球國際賽             | 國際挑戰賽 | 男子單打 | －                  | 準決賽 |
| 2016年 | 巴西羽毛球大獎賽             | 大獎賽     | 男子單打 | －                  | 準決賽 |
| 2016年 | 蘇利南羽毛球國際賽           | 國際系列賽 | 男子單打 | －                  | 冠軍   |
| 2016年 | 蘇利南羽毛球國際賽           | 國際系列賽 | 混合雙打 | 斯维特拉娜·西尔伯曼 | 冠軍   |
| 2017年 | 毛里裘斯羽毛球國際賽         | 國際系列賽 | 男子單打 | －                  | 亞軍   |
| 2017年 | 拉各斯羽毛球國際挑戰賽       | 國際挑戰賽 | 男子單打 | －                  | 準決賽 |
| 2017年 | 拉各斯羽毛球國際挑戰賽       | 國際挑戰賽 | 混合雙打 | 斯维特拉娜·西尔伯曼 | 冠軍   |
| 2017年 | 埃塞俄比亞羽毛球國際賽       | 國際系列賽 | 男子單打 | －                  | 冠軍   |
| 2017年 | 埃塞俄比亞羽毛球國際賽       | 國際系列賽 | 混合雙打 | 斯维特拉娜·西尔伯曼 | 冠軍   |
| 2017年 | 贊比亞羽毛球國際賽           | 國際系列賽 | 男子單打 | －                  | 冠軍   |
| 2017年 | 贊比亞羽毛球國際賽           | 國際系列賽 | 混合雙打 | 斯维特拉娜·西尔伯曼 | 亞軍   |
| 2018年 | 拉各斯羽毛球國際挑戰賽       | 國際挑戰賽 | 男子單打 | －                  | 冠軍   |
| 2019年 | 巴西羽毛球國際挑戰賽         | 國際挑戰賽 | 男子單打 | －                  | 冠軍   |
| 2019年 | 拉各斯羽毛球國際經典賽       | 國際挑戰賽 | 男子單打 | －                  | 亞軍   |
| 2019年 | 美國羽毛球國際挑戰賽         | 國際挑戰賽 | 男子單打 | －                  | 準決賽 |
| 2022年 | 歐洲羽毛球錦標賽             | 其他       | 男子單打 | －                  | 季軍   |
| 2022年 | 聖多明哥羽毛球公開賽         | 國際系列賽 | 男子單打 | －                  | 冠軍   |
| 2022年 | 加拿大羽毛球公開賽           | 超級100賽  | 男子單打 | －                  | 準決賽 |
| 2022年 | 馬爾代夫羽毛球國際挑戰賽     | 國際挑戰賽 | 男子單打 | －                  | 亞軍   |
| 2023年 | 歐洲運動會羽毛球比賽         | 其他       | 男子單打 | －                  | 銅牌   |
| 2024年 | 秘魯羽毛球國際系列賽         | 國際系列賽 | 男子單打 | －                  | 冠軍   |
| 2024年 | 蘇利南羽毛球國際賽           | 國際系列賽 | 男子單打 | －                  | 冠軍   |
| 2025年 | 聖但尼羽毛球公開賽           | 國際挑戰賽 | 男子單打 | －                  | 準決賽 |

| 2007-2017年 | 首要超級賽 | 超級賽 | 黃金大獎賽 | 大獎賽 | 國際挑戰賽 | 國際系列賽 | 未來系列賽 | 其他 |

| 2018-2026年 | 總決賽 | 超級1000賽 | 超級750賽 | 超級500賽 | 超級300賽 | 超級100賽 | 國際挑戰賽 | 國際系列賽 | 未來系列賽 | 其他 |

### 奧運會和世錦賽參賽紀錄
|          | 搭檔                | 2009 | 2010 | 2011 | 2012       | 2013 | 2014 | 2015 | 2016       | 2017 | 2018 | 2019 | 2020       | 2021 | 2022 | 2023 | 2024       |
| -------- | ------------------- | ---- | ---- | ---- | ---------- | ---- | ---- | ---- | ---------- | ---- | ---- | ---- | ---------- | ---- | ---- | ---- | ---------- |
| 男子單打 | －                  | 64強 | 32強 | 64強 | 小組第三名 | 64強 | 64強 | 64強 | 小組第二名 | 64強 | 32強 | 32強 | 小組第二名 | 64強 | 64強 | 64強 | 小組第三名 |
|          |                     |      |      |      |            |      |      |      |            |      |      |      |            |      |      |      |            |
| 混合雙打 | 斯维特拉娜·西尔伯曼 | 32強 | 64強 | －   | －         | －   | －   | －   | －         | －   | －   | 64強 | －         | －   | 32強 | 32強 | －         |